# Gary Gait
Gary Charles Gait, né le 5 avril 1967 à Victoria (Colombie-Britannique), est un joueur professionnel et entraîneur de crosse canadien (crosse en plein air et crosse en salle). Il joue actuellement aux Knighthawks de Rochester en National Lacrosse League et aux Nationals de Toronto en Major League Lacrosse. Il est considéré comme l'un des meilleurs joueurs de crosse de l'histoire avec son frère Paul Gait. Il a été champion du monde de crosse en plein air en 2006 avec la sélection canadienne, a été élu meilleur joueur de la National Lacrosse League (1995 à 1999 et en 2003) et meilleur joueur de la Major League Lacrosse (2005), a remporté trois Champion's Cup (1991, 1994 et 1995) et trois coupes Steinfeld (2001, 2002 et 2005).

## Statistiques

### Statistiques enNational Lacrosse League
| Année                | Âge                  | Équipe                   | MJ  | B   | P   | Pts  | PEN |
| 1991                 | 23                   | Turbos de Détroit        | 10  | 32  | 36  | 68   | 12  |
| 1992                 | 24                   | Turbos de Détroit        | 8   | 27  | 22  | 49   | 17  |
| 1993                 | 25                   | Wings de Philadelphie    | 8   | 21  | 13  | 34   | 0   |
| 1994                 | 26                   | Wings de Philadelphie    | 7   | 16  | 17  | 33   | 6   |
| 1995                 | 27                   | Wings de Philadelphie    | 8   | 30  | 18  | 48   | 4   |
| 1996                 | 28                   | Wings de Philadelphie    | 10  | 43  | 22  | 65   | 4   |
| 1997                 | 29                   | Wings de Philadelphie    | 10  | 40  | 32  | 72   | 8   |
| 1998                 | 30                   | Thunder de Baltimore     | 12  | 57  | 28  | 85   | 13  |
| 1999                 | 31                   | Thunder de Baltimore     | 11  | 50  | 32  | 82   | 2   |
| 2000                 | 32                   | CrosseFire de Pittsburgh | 12  | 38  | 45  | 83   | 4   |
| 2001                 | 33                   | Power de Washington      | 14  | 43  | 47  | 90   | 10  |
| 2002                 | 34                   | Power de Washington      | 16  | 50  | 62  | 112  | 8   |
| 2003                 | 35                   | Mammoth du Colorado      | 16  | 61  | 35  | 96   | 4   |
| 2004                 | 36                   | Mammoth du Colorado      | 16  | 55  | 38  | 93   | 8   |
| 2005                 | 37                   | Mammoth du Colorado      | 16  | 33  | 48  | 81   | 4   |
| 2009                 | 41                   | Knighthawks de Rochester | 11  | 22  | 15  | 37   | 4   |
| 16 Totaux            | 16 Totaux            | 16 Totaux                | 185 | 618 | 510 | 1128 | 108 |
| Séries éliminatoires | Séries éliminatoires | Séries éliminatoires     | 22  | 66  | 56  | 122  | 12  |
| Équipe étoile        | Équipe étoile        | Équipe étoile            | 4   | 6   | 7   | 12   | 11  |

Source: NLL.com

### Palmarès en NLL
- Champion de NLL : 1991 et 1995.
- Élu meilleur joueur de la saison : 1995, 1996, 1997, 1998, 1999 et 2003.

### Statistiques enMajor League Lacrosse
| Année                | Âge                  | Équipe                 | MJ | B   | P  | Pts | PEN |
| 2001                 | 34                   | Lizards de Long Island | 14 | 30  | 8  | 38  | 1   |
| 2002                 | 35                   | Bayhawks de Baltimore  | 12 | 25  | 6  | 31  | 3   |
| 2003                 | 36                   | Bayhawks de Baltimore  | 11 | 30  | 13 | 43  | 2   |
| 2004                 | 37                   | Bayhawks de Baltimore  | 12 | 32  | 14 | 47  | 1   |
| 2005                 | 38                   | Bayhawks de Baltimore  | 12 | 42  | 21 | 63  | 0   |
| 5 saisons            | 5 saisons            | 5 saisons              | 61 | 159 | 62 | 222 | 7   |
| Séries éliminatoires | Séries éliminatoires | Séries éliminatoires   | 9  | 27  | 8  | 35  | 1   |

Source: NLL.com

### Palmarès en MLL
- Champion de MLL : 2005.
- Élu meilleur joueur de la saison : 2001, 2002 et 2005.